# Monumento conmemorativo a Albert Pike
El Monumento conmemorativo a Albert Pike (en inglés, Albert Pike Memorial) es una obra de arte pública en Washington D. C. en honor a Albert Pike (1809–1891), un oficial superior del Ejército de los Estados Confederados, así como poeta, abogado y figura influyente en el Rito Escocés de la masonería. El monumento, que ahora solo incluye la base y la escultura de la Diosa de la Masonería, está ubicado cerca de la esquina de las calles 3rd y D NW en el vecindario de Judiciary Square. Las dos figuras de bronce del monumento fueron esculpidas por Gaetano Trentanove, un artista ítalo-estadounidense responsable de otro hito escultórico de Washington D. C., el Monumento conmemorativo a Daniel Webster. A la ceremonia de dedicación en 1901 asistieron miles de masones que marcharon en un desfile de celebración.
Es uno de los 18 monumentos de la Guerra Civil en Washington D. C., que se incluyeron colectivamente en el Registro Nacional de Lugares Históricos en 1978. El monumento es propiedad y está mantenido por el Servicio de Parques Nacionales, una agencia federal del Departamento del Interior. La estatua de Pike fue la única escultura al aire libre en Washington D. C. en honor a un general confederado. Aunque Pike fue representado como un masón y no como un soldado, el monumento a menudo generó controversia durante décadas. La estatua fue derribada y quemada por manifestantes en junio de 2020, mientras continuaban las protestas en respuesta al asesinato de George Floyd.

## Historia

### Contexto
Albert Pike (1809–1891) era un nativo de Massachusetts que se convirtió en maestro de escuela y hombre de la frontera antes de establecerse en Arkansas. Allí comenzó a enseñar nuevamente y continuó escribiendo poesía, una pasión de toda la vida. Sus cartas a los periódicos locales dieron lugar a una oferta de trabajo como editor del Arkansas Advocate, un periódico de Little Rock afiliado al Partido Whig. Más tarde, Pike se convirtió en un abogado exitoso que se especializó en reclamos de nativos americanos contra el gobierno de los Estados Unidos. Se desempeñó como capitán en la Intervención estadounidense en México y reanudó su práctica legal después de la guerra.
En la década de 1850, Pike cambió su lealtad al Partido Know Nothing debido a la renuencia del Partido Whig a abrazar la esclavitud y se puso del lado de la Confederación cuando los estados del Sur se separaron de los Estados Unidos en 1861. Durante la Guerra Civil, el conocimiento de Pike sobre los nativos americanos lo llevó a ser comisionado general de brigada en el Ejército Confederado.
Pike reunió una caballería india leal a la Confederación y la dirigió en la batalla en Pea Ridge, donde su pobre liderazgo y su incapacidad para mantener a la caballería comprometida con el enemigo fue un factor que contribuyó a la pérdida de los confederados. Las supuestas atrocidades cometidas por sus tropas incluyen el arrancar el cuero cabelludo a los combatientes enemigos capturados.
Unos meses después de la batalla, Pike renunció al ejército y volvió a ejercer la abogacía. Después de la guerra, Pike se instaló en Memphis, donde se rumoreaba que se involucró con el Ku Klux Klan (KKK), aunque ninguna evidencia definitiva prueba su relación con la organización.

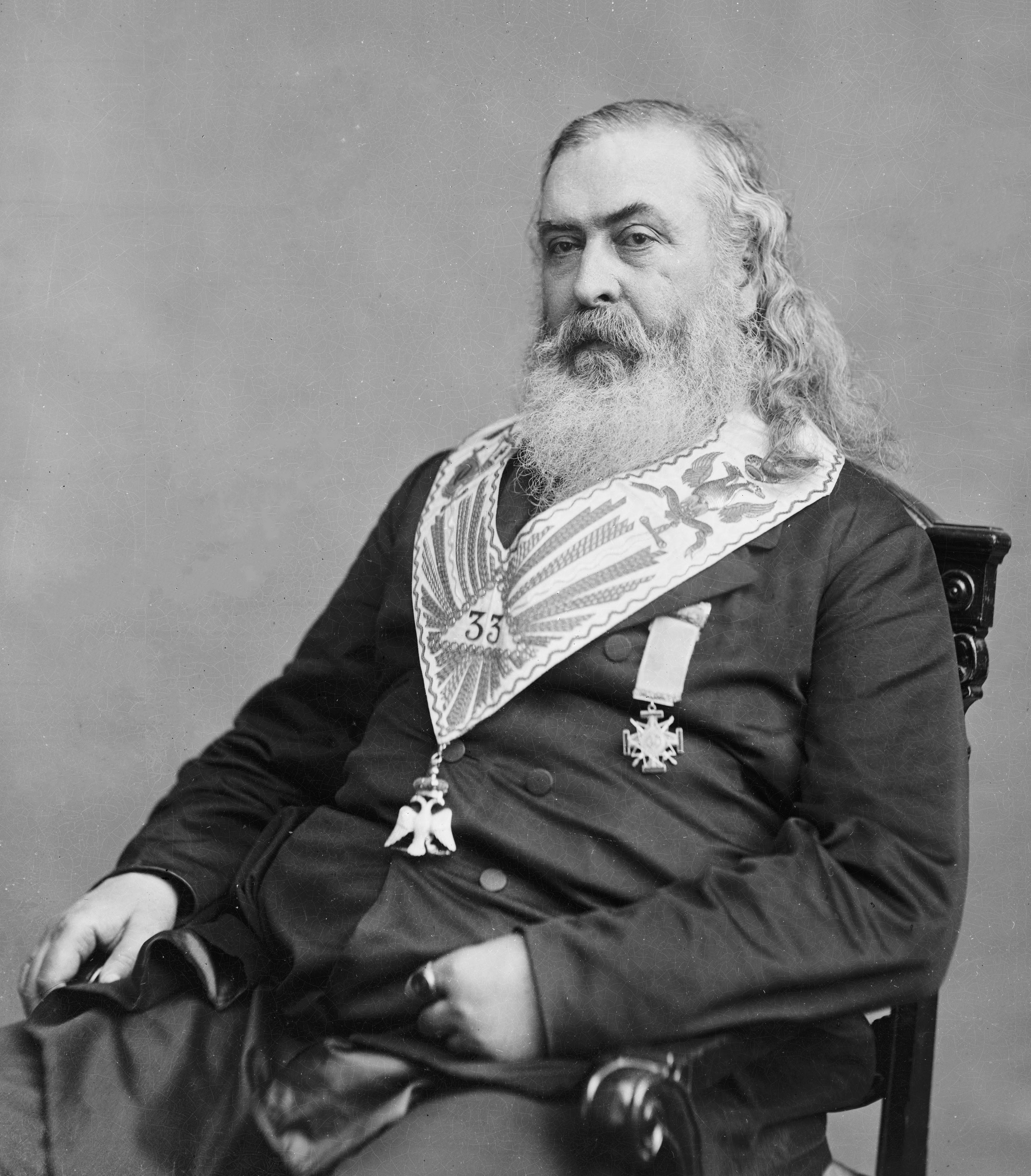
Albert Pike de Mathew Brady

Alrededor de 1870, Pike se mudó a Washington D. C. para ejercer la abogacía y continuar sirviendo como Soberano Gran Comandante (SGC) del Consejo Supremo con sede en Washington, Jurisdicción Sur (SCJC), una de las dos jurisdicciones del Rito Escocés. Pike se había convertido en masón en 1850 y rápidamente ascendió de rango, convirtiéndose en SGC en 1859. Reescribió e interpretó los rituales masónicos y compiló el primer documento filosófico de la Jurisdicción del Sur, Moral and Dogma of the Ancient and Accepted Scottish Rite of Freemasonry, un libro influyente en la organización. Pike continuó sirviendo como SGC hasta que murió en 1891.
Pike dijo una vez: "Cuando esté muerto, deseo que mi monumento se construya solo en los corazones y recuerdos de mis hermanos del Rito Antiguo y Aceptado". Sin embargo, unos años después de su muerte, Masons comenzó a hacer planes para un monumento en la capital del país.
La SCJC eligió al artista ítalo-estadounidense Gaetano Trentanove para esculpir el monumento. Trentanove era un conocido de Pike y recientemente había recibido elogios por su escultura de Jacques Marquette que se encuentra en la Colección National Statuary Hall. Mientras Trentanove trabajaba en la comisión, Masons presionó a los miembros del Congreso para obtener terrenos públicos en Washington D. C., donde se podría colocar el monumento.
Cuando los miembros del Gran Ejército de la República (GAR), una organización fraternal de veteranos de la Unión, se enteraron de los planes para erigir un monumento público en Washington D. C. en honor a un general confederado, se pusieron en contacto con los congresistas y les dijeron que sería ser una desgracia para la memoria de todos los soldados de la Unión. Sin embargo, el 9 de abril de 1898, los miembros del Congreso aprobaron el monumento conmemorativo después de que los masones les aseguraran que representaría a Pike como un civil, no como un soldado.
La excavación para el sitio conmemorativo tuvo lugar en el verano de 1899 y el 4 de julio de 1900 se colocó la primera piedra. Antes de la ceremonia de la piedra angular, varios miembros del SCJC, incluido el tercer subsecretario de Estado Thomas W. Cridler, se reunieron en la Casa del Templo en 433 3rd Street NW (sitio actual del edificio del Tribunal Fiscal), donde Pike había vivido, para recordar.
Los hombres firmaron un pergamino anotando la fecha y quién estaba presente. En la ceremonia, el pergamino se encerró en una botella y se colocó en una abertura de los cimientos del monumento. El costo total del memorial fue de $15 000, recaudados por miembros de la SCJC. La fabricación estuvo a cargo de Washington Granite Monumental Company y las esculturas fundadas por Fonderia Galli.

### Dedicación

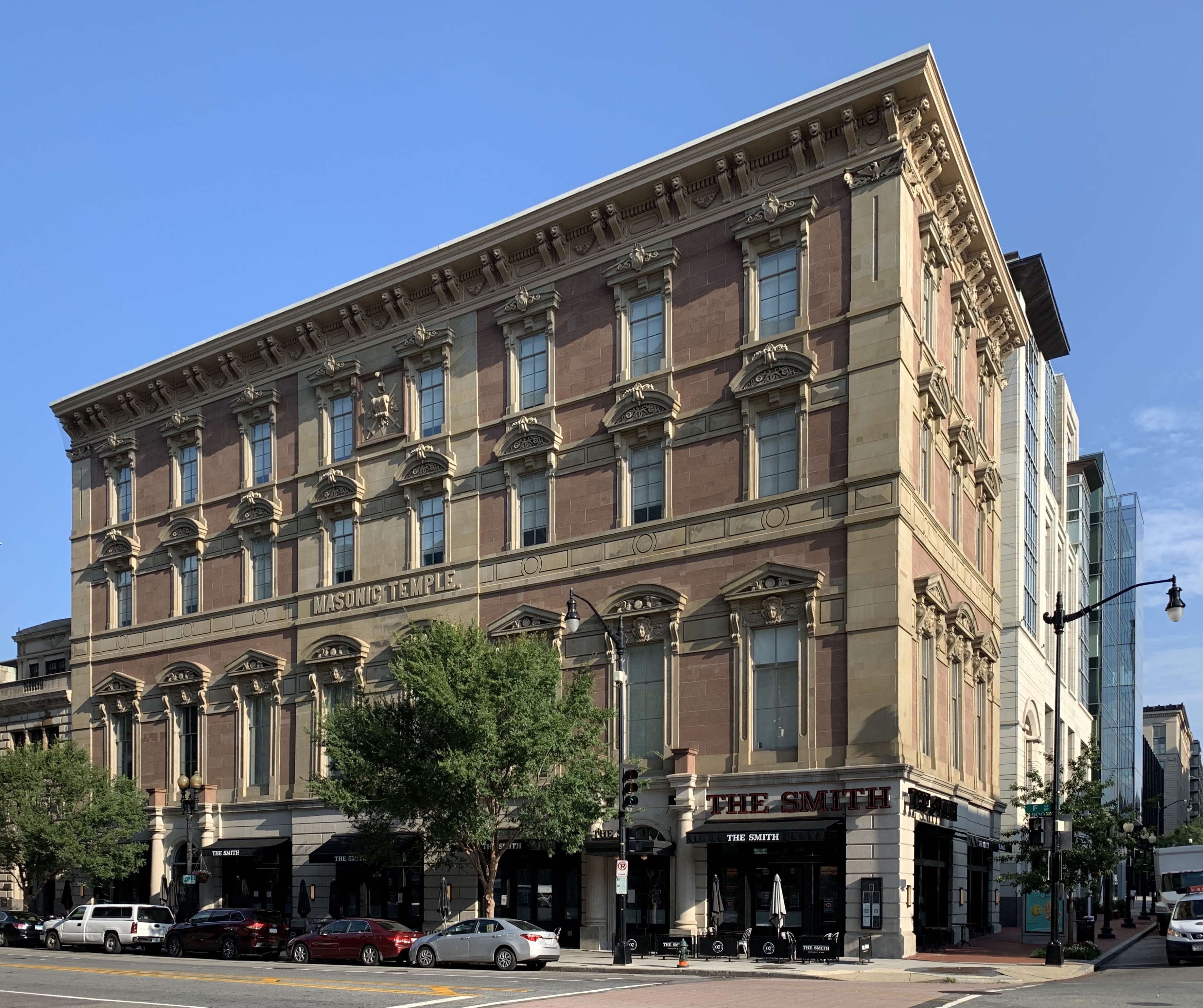
El desfile de dedicación comenzó en el Templo Masónico.

La ceremonia de inauguración del 23 de octubre de 1901 se planeó para que coincidiera con el centenario de la SCJC. A las 2 de la tarde, miembros de la Gran Logia de Masones del Distrito de Columbia, encabezados por el Gran Maestro Harry Standiford, marcharon desde el Templo Masónico en las calles 9th y F NW hasta la Casa del Templo, donde se unieron a miles de masones que participaban en la desfile.
El desfile terminó en el sitio conmemorativo, en un lote triangular bordeado por 3rd Street, D Street e Indiana Avenue NW. Se construyó una gran tribuna temporal para invitados y participantes de la ceremonia en la base del monumento.
Después de una actuación musical de Haley's Washington Band, los grandes comandantes del SCJC, la Jurisdicción del Norte del Rito Escocés y la Orden Real de Escocia soltaron la driza que sostenía la bandera de EE. UU. que cubría el monumento. Esto fue seguido por fuertes vítores de la multitud y una oración dada por el capellán masónico Charles Alvin Smith. Frederick Webber, secretario general de la SCJC, luego pronunció un discurso y presentó formalmente el monumento al pueblo estadounidense:

Estoy aquí para representar al Consejo Supremo y en su nombre para presentar esta estatua al gobierno de los Estados Unidos. Permanecerá por mucho tiempo como un amoroso tributo de sus hermanos del Rito Escocés Antiguo y Aceptado de la Francmasonería.
Frederick Webber

El presidente de la Comisión del Distrito, HBF McFarland, aceptó el monumento conmemorativo en nombre del pueblo estadounidense:

Aunque Albert Pike fue soldado en la Guerra Civil, esta estatua lo conmemorará más bien como un vencedor en las honorables rivalidades de la paz. Es bueno que así se sume al número comparativamente pequeño de estatuas en la ciudad de Washington que honran las victorias de la paz en lugar de las de la guerra.
H. B. F. McFarland

Después de que la banda interpretó música adicional, se dio una bendición y concluyó la ceremonia. A lo largo de la ceremonia, Pike fue retratado como un poeta amable. Sin embargo, hubo algunas referencias a su servicio como general confederado.

### Historia posterior
Durante muchos años, los miembros de las Hijas Unidas de la Confederación celebraron ceremonias en el sitio en el cumpleaños de Pike y los masones decoraron el monumento, aunque esto último todavía ocurre en ocasiones. El monumento fue retirado en 1972 durante la construcción de la Interestatal 395 y reinstalado en septiembre de 1977 cerca de su sitio anterior.
El monumento es uno de los 18 monumentos de la Guerra Civil en Washington D. C., que se incluyeron colectivamente en el Registro Nacional de Lugares Históricos el 20 de septiembre de 1978 y en el Inventario de Sitios Históricos del Distrito de Columbia el 3 de marzo de 1979.  El monumento también está designado como una propiedad que contribuye al Sitio Histórico Nacional de Pennsylvania Avenue, establecido el 30 de septiembre de 1965.
En 1993, el Instituto Smithsonian inspeccionó el monumento como parte de su campaña Save Outdoor Sculpture. programa, y se consideró "bien mantenido". El monumento es propiedad y está mantenido por el Servicio de Parques Nacionales (NPS), una unidad operativa del Departamento del Interior de los Estados Unidos.

### Controversia y oposición

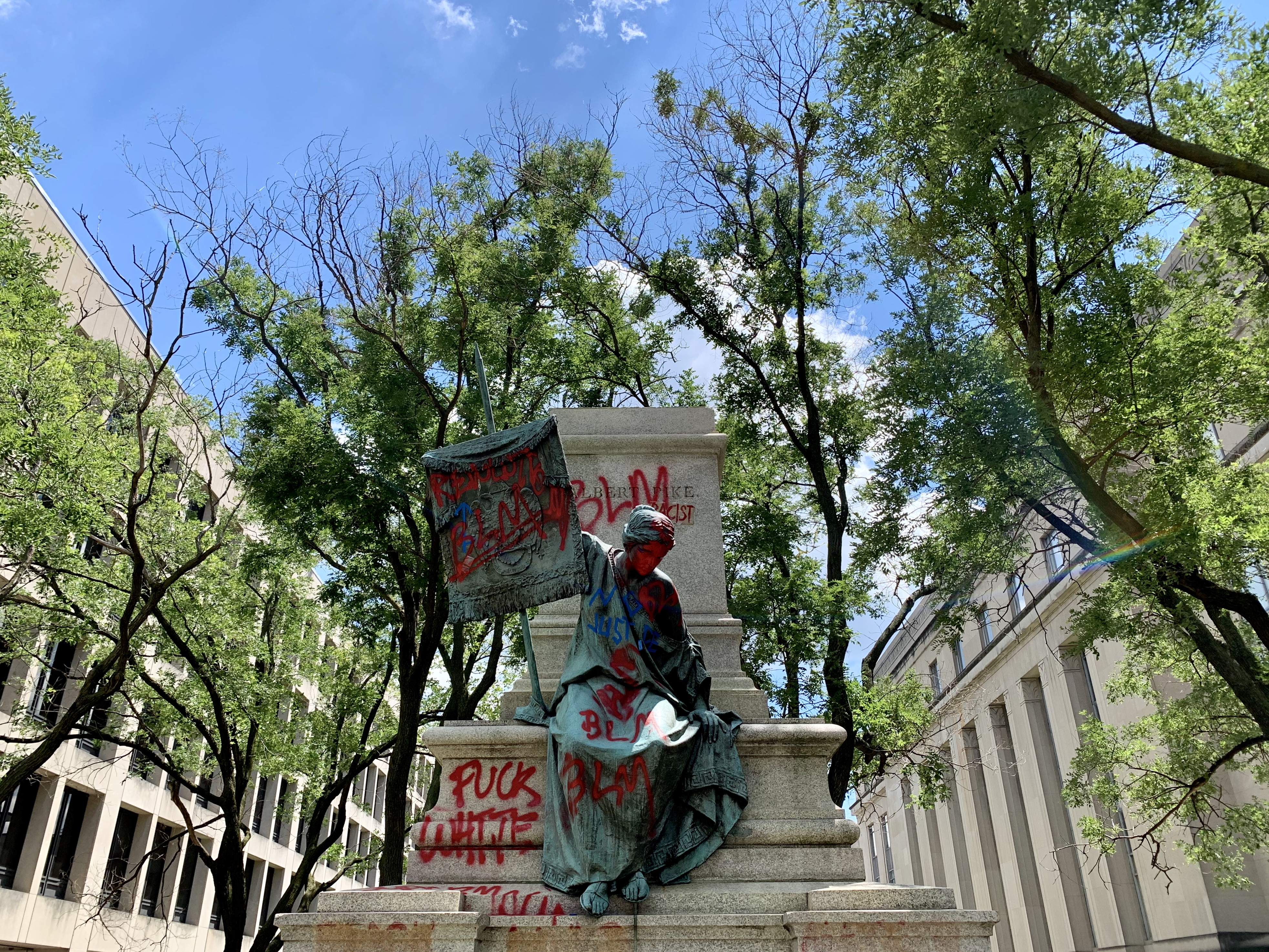
El monumento a Pike en 2020 después de las protestas de George Floyd cuando los manifestantes derribaron la estatua

El monumento conmemorativo de Pike a menudo ha suscitado controversia a lo largo de su historia, comenzando con los esfuerzos de cabildeo de GAR contra su construcción a los manifestantes que argumentan que honra a un traidor y racista. A partir de la década de 1990, hubo un renovado interés en retirar la estatua.
A fines de 1992, miembros del movimiento LaRouche, incluido el activista por los derechos civiles y candidato a vicepresidente de Lyndon LaRouche, James Bevel, comenzaron una serie de protestas para exigir la remoción del monumento, citando los presuntos vínculos de Pike con el KKK. Durante uno de esos eventos, los partidarios de LaRouche cubrieron la estatua de Pike con un sombrero puntiagudo y una bata del KKK. Bevel declaró: "De una forma u otra, esta estatua se está derrumbando. O la estatua será derribada con gracia, o será derribada".
Los manifestantes buscaron una resolución del Congreso para retirar la estatua y reemplazarla con un monumento con la inscripción de la Declaración de Independencia. El historiador y activista de LaRouche, Anton Chaitkin, llamó a la estatua un "monumento al terrorismo" y los miembros del Consejo del Distrito de Columbia solicitaron que se retirara la estatua.
Michael Farquhar, un ex escritor y editor de The Washington Post, llamó a Pike un "fanfarrón fanfarrón, un poeta débil, un hipócrita ridículo, un jingoísta desvergonzado, un oficial militar notoriamente insubordinado, y sí, un fanático con inclinaciones genocidas". John W. Boettjer, entonces editor gerente del Scottish Rite Journal, escribió un artículo de opinión de refutación en The Washington Post en defensa del monumento y señaló que solo una ley del Congreso podría resultar en la eliminación de la estatua.
Boettjer declaró: "[Pike] recibió un perdón completo del gobierno federal por su servicio en la Guerra Civil como general confederado. No hay ni una pizca de prueba confiable de que Albert Pike haya sido alguna vez miembro, y mucho menos oficial, del Klan". También afirmó que un video de LaRouche prometía que el conflicto del Medio Oriente se resolvería y se evitaría la Tercera Guerra Mundial si se retiraba la estatua.
En diciembre de 1992, el consejo de la ciudad de Washington D. C., aprobó una resolución, patrocinada por Charles Urdy, pidiendo que se retirara la estatua.
Las protestas semanales de los partidarios de LaRouche continuaron hasta 1993. Ese año, Bevel y Chaitkin fueron declarados culpables de "escalar estatuas ilegalmente" y sentenciados a una semana de cárcel.
Continuaron las críticas al monumento en la década de 1990 y en el siglo XXI. John F. Doyle, un juez jubilado del Tribunal Superior del Distrito de Columbia, dijo que Pike fue responsable de las bajas de los nativos americanos durante la Guerra Civil y su posterior pérdida de tierras. El periodista y autor Richard G. Zimmerman calificó la estatua de Pike como una "mala elección para un pedestal" y dijo que las inscripciones en el monumento que señalan las virtudes de Pike deberían incluir "intolerante, traidor acusado, presunto bárbaro, presunto plagiario, preso".
C. Fred Kleinknecht, entonces director ejecutivo del Rito Escocés, defendió a Pike y dijo que la estatua no era en honor a su papel como general confederado sino como "defensor de los nativos americanos y su papel como campeón de la reforma educativa y social". y por sus logros literarios y erudición". El editor gerente del Scottish Rite Journal, S. Brent Morris, también defendió el monumento y el papel de Pike como oficial confederado: "No nos avergüenza en lo más mínimo que fuera un general confederado... Incluso en 1901, no creo que el Congreso de los Estados Unidos hubiera aprobado honrar a un general confederado, por lo que fue honrado por todos sus otros logros".
Después de la manifestación Unite the Right de 2017, hubo un renovado interés en muchas ciudades y estados para retirar las estatuas y los monumentos confederados de los terrenos públicos. El día después de la manifestación, los manifestantes se reunieron en el monumento conmemorativo de Pike y corearon "derribalo", y durante otra protesta, fue destrozado cuando alguien le arrojó pintura roja. Los funcionarios del gobierno local, incluidos algunos miembros del consejo, el fiscal general del Distrito de Columbia, Karl Racine, y la delegada Eleanor Holmes Norton, pidieron al NPS que retirara el monumento. En julio de 2019, Norton presentó el proyecto de ley HR 4135 de la Cámara de Representantes que ordena que se retire la estatua.
El 19 de junio de 2020, después de semanas de protestas en respuesta al asesinato de George Floyd en Mineápolis, los manifestantes derribaron la estatua de Pike con cuerdas y cadenas, la rociaron con un líquido inflamable y la incendiaron. Después de varios minutos, la policía local intervino, apagó las llamas y abandonó el lugar. Al día siguiente, el NPS retiró la estatua. El pedestal que permanece en su lugar estaba cubierto de grafiti que desde entonces se ha limpiado.
Aunque Norton había sido una firme defensora de retirar la estatua, después de que se derribara, aclaró: "Me gustaría que estas estatuas se colocaran en museos y que se contara la historia de la estatua para que no perdamos este momento en la historia. No queremos borrar nuestra historia. La forma de mantener viva esa historia para que nunca más podamos repetir este tipo de historia".
En respuesta al derribo de la estatua, el presidente Donald Trump tuiteó: "La policía de DC no está haciendo su trabajo mientras ven cómo derriban y queman una estatua. Estas personas deben ser arrestadas inmediatamente. ¡Una vergüenza para nuestro país!”. Sin embargo, debido a que el monumento se encuentra en un parque federal, está bajo la jurisdicción del NPS y la Policía de Parques de los Estados Unidos, no de la policía local.
El 2 de julio de 2020, el Departamento de Justicia de los Estados Unidos (DOJ) anunció el arresto y la acusación de un hombre que había ayudado a destruir la estatua de Pike al sacarla de su base y prenderle fuego. La denuncia del Departamento de Justicia alegaba que el hombre había sido capturado en video rociando la estatua con un líquido inflamable, encendiéndola mientras yacía en el suelo y usando el fuego para encender un cigarrillo. El DOJ también acusó al hombre de estar entre una multitud de alborotadores que el 22 de junio habían intentado sin éxito derribar la estatua ecuestre de bronce de 1852 de Clark Mills de Andrew Jackson en la Plaza Lafayette en el Parque del Presidente, directamente al norte de la Casa Blanca. El Departamento de Justicia alegó que se vio al hombre en un video subiendo a la estatua de Jackson, de propiedad federal, y colocando una cuerda que luego se usó para tratar de derribarla.

## Diseño y ubicación

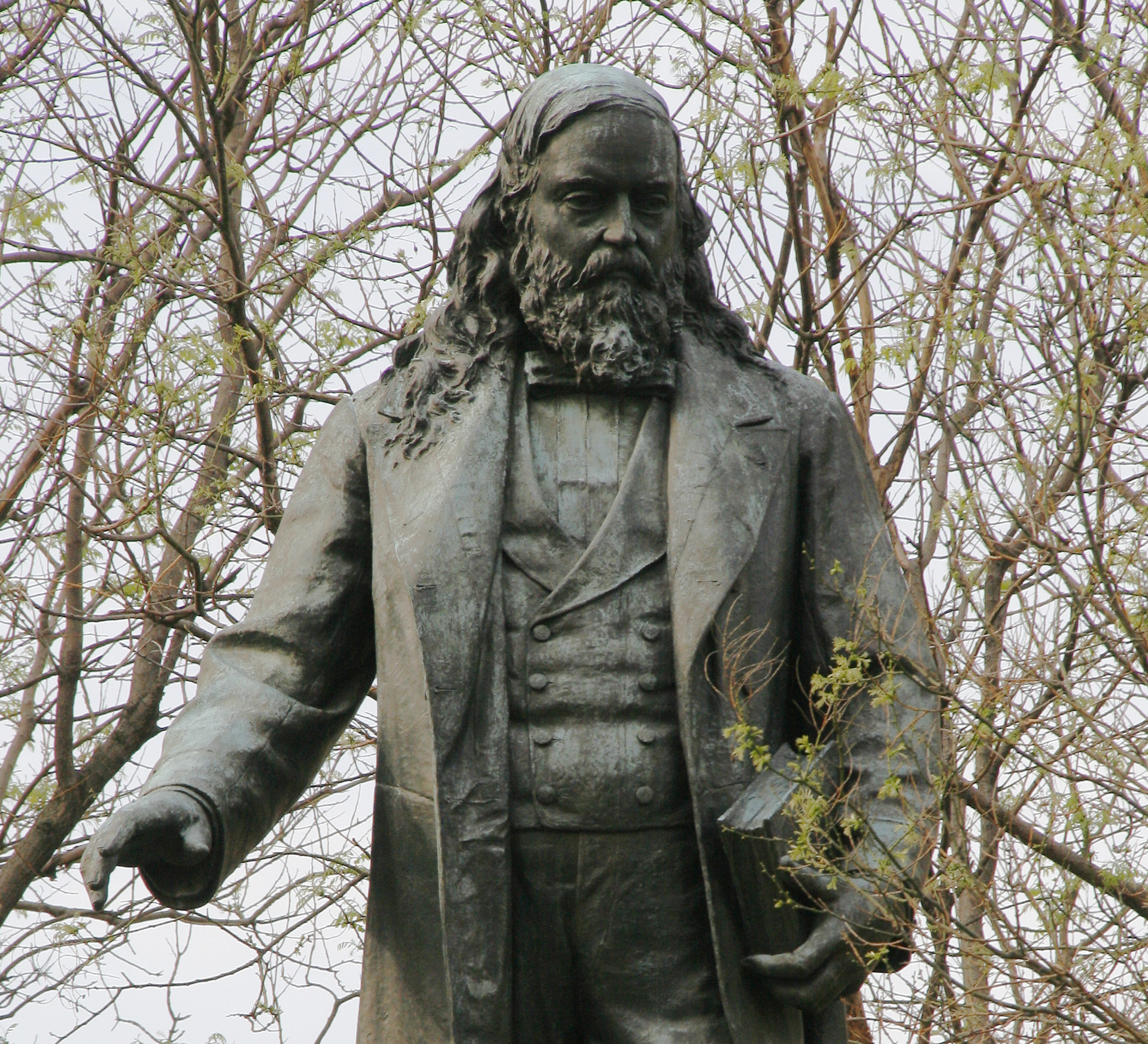
Primer plano de la estatua de Albert Pike

El monumento a Pike incluía la única escultura al aire libre en Washington D. C. en honor a un general confederado, aunque estaba vestido como civil, no como soldado. El monumento está ubicado en la Reserva 188 en la esquina suroeste de 3rd y D Street NW en el vecindario de Judiciary Square. Está ubicado entre el edificio Frances Perkins del Departamento de Trabajoy la sede del Departamento de Policía Metropolitana.
La escultura de bronce de Pike medía 3,4 m de alto. Lo representaba como un líder masónico, no como un oficial confederado. Llevaba un chaleco cruzado y un abrigo largo. Su brazo derecho estaba extendido, y con la mano izquierda sostenía un libro, que se cree que es su obra Moral y Dogma del Rito Escocés Antiguo y Aceptado de la Francmasonería.
La escultura coronaba una base de granito de estilo Beaux-Arts de 5,2 m de alto y 5,2 m de ancho. En el frente del monumento (lado norte), una escultura de bronce que representa a la Diosa de la Masonería descansa en la mitad de la base. Con su mano derecha sostiene el estandarte del Rito Escocés en un bastón. Lleva una larga túnica griega y mira hacia abajo, con los tobillos cruzados y los pies colgando.
Las inscripciones en el monumento incluyen lo siguiente:
- G. TRENTANOVE / FLLI GALLI FUSERO (base de la escultura de Pike)
- 33 / DEUS MEUMQUE JUS (en un estandarte sostenido por la figura de la Diosa)
- ALBERT PIKE (frente de la base superior)
- Nacido el 29 de diciembre de 1809. / Murió el 2 de abril de 1891. (parte trasera de la base)
- AUTOR – VIXIT / LABORUM EJUS SUPERSTITES SUNT FRUCTUS – POETA (anverso de la base inferior)
- ESCOLAR – SOLDADO (lado izquierdo de la base inferior)
- ORADOR – JURISTA (lado derecho de la base inferior)
- FILÁNTROPO – ERECIDO EN 1901 POR EL CONSEJO SUPREMO DE / LA AASR DE LA MASONERÍA / PARA EL SJ USA – FILÓSOFO (parte trasera de la base inferior)